# Sân bay quốc tế Alejandro Velasco Astete
Sân bay quốc tế Alejandro Velasco Astete (IATA: CUZ, ICAO: SPZO) là một sân bay phục vụ Cusco, Peru. Cusco là địa điểm thu hút khách lớn nhất Peru. Sân bay này được đặt tên theo phi công Peru Alejandro Velasco Astete, người đầu tiên bay qua Andes năm 1925 từ sân bay này. Năm sau, vào tháng 9, để tránh đâm vào khán giả ở thành phố Puno, máy bay ông đã bị rơi, ông thiệt mạng.
Sân bay này giúp du khách thăm di tích Machu Picchu.

## Các hãng hàng không và các tuyến điểm
- Aerosur (La Paz, Santa Cruz de la Sierra)
- LAN Airlines
  - LAN Perú (Arequipa, Juliaca, Lima, Puerto Maldonado)
- Star Perú (Lima)
- TACA
  - TACA Peru (Lima)